# Poreč Trophy Ladies
Il Poreč Trophy Ladies è una corsa in linea femminile di ciclismo su strada che si svolge a Parenzo, in Croazia, ogni anno all'inizio di marzo, nello stesso giorno del Poreč Trophy maschile. Creato nel 2023, è stato subito inserito nel Calendario internazionale femminile UCI nella classe 1.2.

## Albo d'oro
Aggiornato al 2024
| Anno | Vincitore      | Secondo         | Terzo        |
| ---- | -------------- | --------------- | ------------ |
| 2023 | Yanina Kuskova | Lara Gillespie  | Urška Pintar |
| 2024 | Petra Zsankó   | Elisabeth Ebras | Urška Pintar |